# Kakeksi
Kakeksi (fra græsk κακός kakos "dårlig" og ἕξις hexis "tilstand") er vægttab, muskelatrofi, træthed, svaghed og betydelig mangel på appetit hos en person, der ikke aktivt forsøger at tabe sig. Den formelle definition på kakeksi er en formindsket kropsmasse, mindre akkumulering af fedtvæv, som ikke kan tilbageføres ernæringsmæssigt: Selv hvis den ramte patient spiser flere kalorier vil muskelmassen gå tabt, hvilket indikerer at der er en primær patologi til stede.
| Lægevidenskab | Spire Denne artikel om lægevidenskab er en spire som bør udbygges. Du er velkommen til at hjælpe Wikipedia ved at udvide den. |